# Mar Egeo
Il mar Egeo (in latino: Mare Aegaeum; in greco: Αιγαίο Πέλαγος, Egeo Pelagos, [eˈʝeo ˈpelaɣos]; in turco: Ege Denizi) è un mare del mar Mediterraneo situato tra la parte meridionale della penisola balcanica e quella occidentale dell'Anatolia. A nordest è connesso con il mar di Marmara e quindi con il mar Nero attraverso lo stretto dei Dardanelli ed il Bosforo. Le isole egee si trovano al suo interno, mentre viene delimitato a sud dalle isole di Creta e Rodi.
Il mare era tradizionalmente conosciuto col nome di Arcipelago (in greco: Αρχιπέλαγος, “Grande mare”), nome con cui poi si indicarono le isole del mare ed in seguito passò ad indicare ogni gruppo di isole, dato che il mar Egeo è noto per la grande quantità di isole e arcipelaghi. È una delle nove regioni geografiche della Grecia, suddiviso in due regioni amministrative, l'Egeo Settentrionale e l'Egeo Meridionale che a est confinano con la Turchia. Bagna anche le coste occidentali della Turchia, suddivise amministrativamente in nove province che costituiscono la regione egea. La zona settentrionale del Mar Egeo a nord del 40º parallelo, è detta Mar di Tracia.

## Etimologia
Nei tempi antichi furono proposte varie spiegazioni al nome Egeo. Si diceva che fosse stato nominato così per la città greca di Aigai (Ege), o Aigaion, "mare delle capre", un altro nome di Briareo, uno degli antichi ecatonchiri, o, specialmente tra gli Ateniesi, per Egeo, il padre di Teseo, che si gettò in mare quando vide la nave del figlio con le vele nere, poiché credeva che l'eroe fosse morto cercando di portare a termine la sua missione. In realtà Teseo aveva solo dimenticato di issare vele bianche, che avrebbero invece simboleggiato la buona riuscita dell'impresa.
Una possibile etimologia deriva dal greco αἶγες – aiges = "onde" (Esichio di Alessandria; uso metaforico di αἴξ, aix, "capra", da cui "mare ondoso", si consideri anche αἰγιαλός, aigialos, "costa").
In bulgaro (la Bulgaria ha confinato più volte in passato con il mar Egeo) il mare è noto anche come “mar Bianco” (Бяло море, Bjalo more, in grafia antica Бѣло море), in contrapposizione al “mar Nero” (Черно море). Quest'uso deriva dal turco Ak Deniz (mar Bianco) e Kara Deniz (mar Nero), che a sua volta riflette l'antico uso in turco degli epiteti "bianco" e "nero" per indicare il sud ed il nord.

## Storia
La linea di costa odierna risale circa al 4000 a.C. Prima di allora durante il picco dell'ultima era glaciale (circa 16000 a.C.) il livello del mare era 130 metri più basso, e c'erano larghe pianure costiere al posto dell'odierno mar Egeo settentrionale. Quando vi si insediarono gli esseri umani, le odierne isole, inclusa Milo con la sua importante produzione di ossidiana, erano probabilmente ancora connesse con la terraferma. 
La forma generale della linea costiera odierna apparve circa nel 7000 a.C., mentre il livello del mare post-era glaciale sarebbe continuato a risalire per altri 3 000 anni. Le successive civiltà dell'età del bronzo in Grecia e la loro connessione con mar Egeo hanno dato origine al termine generale di civiltà egea. Nei tempi antichi il mare fu il luogo d'origine di due antiche civiltà: la civiltà minoica a Creta e quella micenea nel Peloponneso.

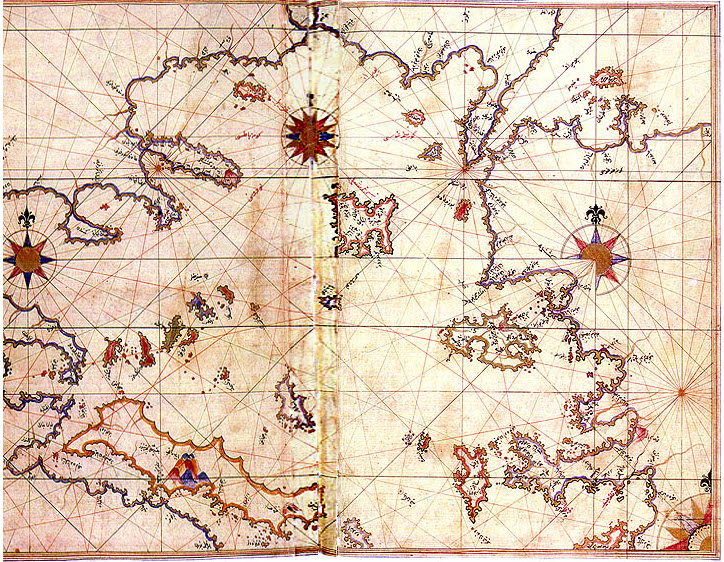
Mappa storica del mar Egeo di Piri Reìs.

In seguito sorsero le città stato (poleis) di Atene e Sparta, tra le molte altre che andavano a costituire l'area di influenza ateniese e la civiltà ellenica. Platone descriveva i greci che vivevano intorno all'Egeo "come rane intorno ad uno stagno". Il mar Egeo fu poi invaso dai Persiani e dai Romani, amministrato in seguito dai Bizantini, dai Veneziani, conquistato dai Turchi selgiuchidi e dall'Impero ottomano fino alla resurrezione greca del 1821 della quale fu teatro importante. L'Egeo fu il luogo d'origine della democrazia nonché culla della civiltà ellenica, e le sue rotte furono le vie di contatto tra varie civiltà differenti del Mediterraneo orientale.

## Situazione fisiografica

Mappa dettagliata

Il mar Egeo copre un'area di circa 214000 km², e misura circa 610 km in longitudine e 300 km in latitudine. La profondità massima è 3556 m al largo della costa orientale di Creta. Le isole egee si trovano nelle sue acque, con le seguenti isole che delimitano il mare a sud (da ovest verso est): Cerigo, Cerigotto, Creta, Caso, Scarpanto e Rodi.
Le isole del mar Egeo possono essere divise in sette gruppi:
1. Isole dell'Egeo settentrionale
2. Eubea
3. Sporadi Settentrionali
4. Cicladi
5. Isole del golfo Argosaronico
6. Sporadi Meridionali, che comprendono il Dodecaneso
7. Creta.

La parola arcipelago veniva applicata in origine al mar Egeo ed alle sue isole. Molte delle isole egee o delle catene di isole sono in effetti estensioni delle catene montuose della terraferma. Una catena si estende attraverso il mare fino a Chio, un'altra si estende attraverso l'isola di Eubea fino a Samo, ed una terza si estende attraverso il Peloponneso e Creta fino a Rodi, dividendo l'Egeo dal Mediterraneo.
Le insenature dell'Egeo cominciando da sud e muovendosi in senso orario includono su Creta, il golfo di Mirabella, la baia di Almyros, la baia di Souda ed il golfo di Canea, mentre verso la terraferma si trovano il mar di Myrtoön ad ovest, il golfo Saronico a nordovest, il golfo di Petali, da cui si entra nel golfo meridionale di Eubea, il golfo di Volos, da cui si entra nel golfo settentrionale di Eubea, il golfo di Salonicco a nordest, la penisola Calcidica, che include i golfi di Cassandra e di Monte Athos, a nord il golfo di Orfani e la baia di Kavala; le restanti insenature si trovano in Turchia: il golfo di Saros, il golfo di Edremit, il golfo di Dikili, il golfo di Çandarlı, il golfo di Smirne, il golfo di Kuşadası, il golfo di Gökova ed il golfo di Güllük.

## Situazione idrografica ed idrochimica

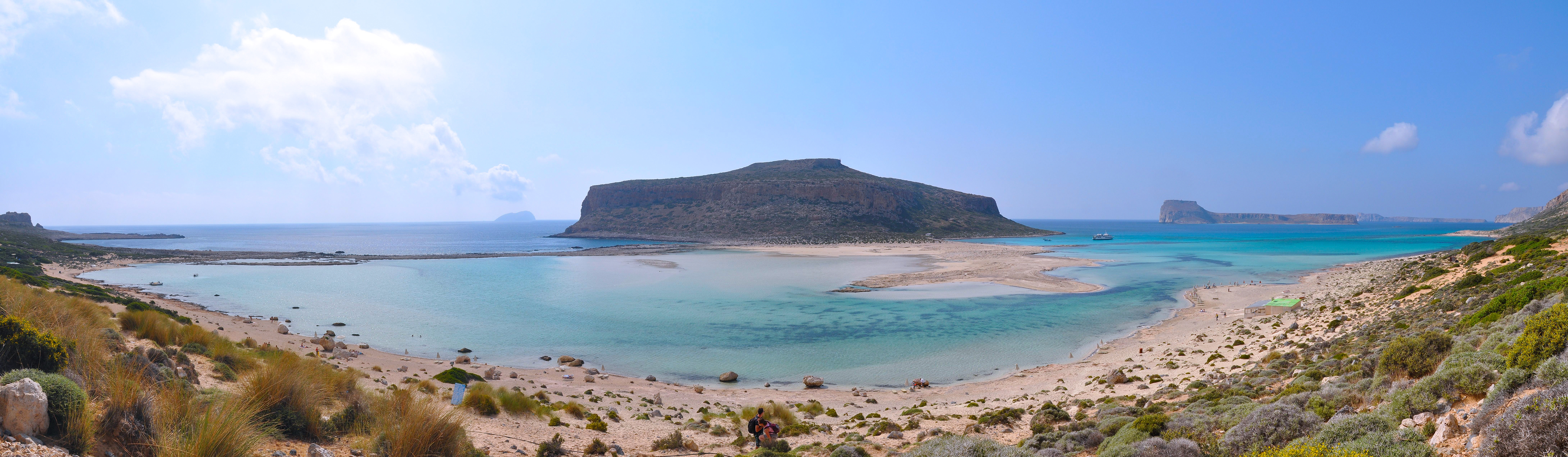
Creta

Le acque superficiali del mar Egeo si muovono in senso antiorario, con le acque a salinità superiore del Mediterraneo che si muovono verso nord lungo la costa occidentale della Turchia prima di venire disperse dal flusso di acqua meno denso proveniente dal mar Nero. La densa acqua del Mediterraneo scende in profondità sotto il flusso del mar Nero a circa 23-30 m e quindi scorre attraverso lo stretto dei Dardanelli dentro il mar di Marmara ad una velocità di 5-15 cm/s. Il flusso in uscita dal mar Nero scorre verso ovest lungo le coste settentrionali della Grecia.
L'oceanografia fisica del mar Egeo viene controllata soprattutto dal clima regionale, dall'introduzione di acque fresche dai grandi fiumi che scorrono nell'Europa sudorientale e dalle variazioni stagionali nella corrente superficiale proveniente dal mar Nero.
Le analisi del mar Egeo durante il 1991 ed il 1992 hanno rivelato tre masse d'acqua distinte:
- Acque egee di superficie - di 40-50 m di spessore, con temperature estive di 21-26 °C e temperature invernali che variano da 10 °C al nord ai 16 °C del sud.
- Acque egee intermedie - si estendono dai 40-50 m ai 200-300 m con temperature oscillanti tra i 11 °C ed i 18 °C.
- Acque egee di profondità - si estendono al di sotto dei 200-300 m con temperature (13-14 °C) e salinità (3,91-3,92%) uniformi.

## Situazione economica e politica
Molte delle isole del mar Egeo hanno porti e baie sicuri, ed in passato la navigazione attraverso il mare era più semplice che viaggiare attraverso il terreno accidentato della terraferma greca e dell'Anatolia. Su le altre isole vengono estratti il marmo ed il ferro. Le isole più grandi hanno alcune valli fertili e pianure in genere costiere. Le isole del mar Egeo, 1 415 tra isole e isolotti, appartengono nella quasi totalità alla Grecia e solo due isole appartengono alla Turchia: Tenedo (in turco: Bozcaada, in greco: Τένεδος) ed Imbro (in turco: Gökçeada, in greco: Ίμβ ρος).